# 老妈宫粽球
老妈宫粽球是潮汕传统名小食，于1998年被中国认定为“中华名小吃”。
老妈宫粽球以上等优质糯米为主要原料。款式有甜、咸双烹馅料。甜馅有：绿豆沙、乌豆沙、水晶馅（采用糖瓜丁，经腌制的糖肥肉、芝麻仁、葱珠油、橙糕、粉等拌成的）。咸馅以经腌制的南乳五花肉、香菇、虾米，腊肠、栗子、莲子等原料合成。